# 麗水警察署
麗水警察署（ヨスけいさつしょ）は、全南地方警察庁所管の警察署である。

## 管轄区域
- 麗水市

## 沿革
- 1945年10月21日 - 開署
- 1948年10月29日 - 麗水・順天事件で庁舎消失
- 1949年1月25日 - 消失した庁舎を再建
- 1991年6月11日 - 現在の庁舎が完成

## 組織
- 警務課
- 生活安全課
- 捜査課
- 刑事課
- 警備交通課
- 情報保安課

## 管轄派出所
- 光武派出所
- 南山派出所
- 南面派出所
- 東門派出所
- 突山派出所
- 美坪派出所
- 万興派出所
- 鳳山派出所
- 三日派出所
- 三山派出所
- 召羅派出所
- 新基派出所
- 双鳳派出所
- 麗文派出所
- 栗村派出所
- 中央派出所
- 華陽派出所
- 華井派出所

## 管轄治安センター
- 菊洞治安センター
- 舞仙治安センター
- 安山治安センター